# Jairo Morillas
Jairo Morillas Rivero, né le 2 juillet 1993 à Gilena (Andalousie, Espagne), est un footballeur espagnol évoluant au poste d'attaquant au V-Varen Nagasaki.

## Biographie
Morillas est formé au Séville FC. Il joue pour les équipes réserves du club.
En juillet 2013, Morillas rejoint l'Espanyol de Barcelone pour deux saisons et intègre l'équipe réserve.
Morillas fait ses débuts avec l'Espanyol le 31 août 2014. Il remplace Paco Montañés lors d'une défaite 2-1 contre le Séville FC en Liga. Morillas marque son premier but pour les Pericos au mois de décembre 2014 en Coupe du Roi et offre une victoire 1-0 face au Deportivo Alavés.
Lors de la saison 2015-2016, il inscrit six buts en deuxième division avec le Girona FC.